# Katharsis (Band)
Katharsis ist eine deutsche Black-Metal-Band.

## Geschichte
Die Band wurde 1994 ohne Namen gegründet und kurz darauf Katharsis benannt. Ihre erste Demoaufnahme Terror, Storm and Darkest Arts erschien 1996, im selben Jahr spielten MK und Scorn auch kurzzeitig bei Deathcult. Während The Red Eye of Wrath von Scorn und D. Lohenburg eingespielt wurde, übernahm Drakh auf der Split-EP Determination Detestation Devastation mit Nhaavah Gitarre, Schlagzeug und Gesang, Scorn Gitarre und Bass. 2000 erschien Katharsis’ Debütalbum 666 mit M. K. am Schlagzeug in einer Auflage von 200 Exemplaren. 2001 erschien neben mehreren Veröffentlichung mit anderen Bands die Aufnahme Rehearsal Tape for 2nd LP 2001 A.B. mit vier Titeln für das zweite Album als Vorabversion, die Aufnahme war allerdings nicht zum Tauschen bestimmt.
Das letzte Katharsis-Interview gab Drakh im April 2002 gegenüber dem Horrible Eyes aus Chemnitz. Im selben Jahr erschien auch eine Split-EP mit Black Witchery.
Die vier Titel der Kassette Rehearsal Tape for 2nd LP 2001 A.B. erschienen 2003 auf dem zweiten Album Kruzifixxion, das von Norma Evangelium Diaboli und N:C:U veröffentlicht wurde. Ihr nächstes Album VVorldVVithoutEnd erschien 2006, ebenfalls bei Norma Evangelium Diaboli, im gleichen Jahr das Lied Archaic Ritual Infanticide in Obeyssance Towards Hell erschien auf der gemeinsamen Veröffentlichung Tormenting Legends Part II von Blut & Eisen Productions und W.T.C. Productions. Von diesem abgesehen veröffentlichte die Band weiterhin bei Norma Evangelium Diaboli.

## Stil
Der Stil von Katharsis ist dem traditionellen Black Metal zuzuordnen. Das erste Album erinnert stark an Darkthrone, eine Rezension zum zweiten Album Kruzifixxion beschreibt die Musik auf diesem als „normalen, einfach soliden Black Metal mit ein paar Riffs, die nach mehr schreien und mit denen man durchaus besseres Material bestreiten könnte“, das Album lebe von seiner Magie. Mit VVorldVVithoutEnd änderte sich die klangliche Richtung; die Darkthrone-Einflüsse blieben zwar erhalten, die Lieder wurden allerdings (zum Teil erheblich) länger, die Musik wurde chaotischer, und es kamen keinerlei spezielle Instrumente oder Effektgeräte zum Einsatz, wodurch sie laut Stewart Voegtlin schwerer zu verdauen ist. Die Gitarren dominieren in der verschwommenen Produktion, das Schlagzeug variiert zwischen Blastbeats und Rhythmen in mittlerem Tempo. Die EP Fourth Reich wiederum ist wieder etwas weniger chaotisch und damit etwas eingängiger.

## Ideologie
Die Band vertritt einen religiösen, theistischen Satanismus. Drakh betont, kein Interesse am Heidentum oder weltlicher Politik an sich zu haben, und bezeichnet politischen Radikalismus im Metal, wie die in einigen Bereichen verbreiteten heidnischen, rassistischen Nationalismen, als „philanthropische Scheiße“. Im Black/Death Metal gehe es nicht um humanistische Ideale wie Gnade und die Erhaltung von Menschenleben. Daher äußerte Drakh gegenüber dem Horrible Eyes, wer wirklich an die Fourteen Words des US-amerikanischen Rechtsextremisten David Eden Lane glaube, gehöre selbst in den Ofen; diese wurden auf mehreren Veröffentlichungen von „We must secure the existence of our people and a future for White children“ zu „We must secure total annihilation of humanity and end all life on this planet“ beziehungsweise „We must secure the depravation of the children and ruin the whole fukking world“ verändert. Somit ist auch der Titel des Albums Fourth Reich theologisch und nicht politisch zu verstehen. Drakh räumt aber die politischen Implikationen der Verhöhnung von und Feindseligkeit gegenüber menschlicher Zivilisation und ihren religiösen Aspekten ein.
Die Band hat eine antikommerzielle Attitüde und gab bis 2002 nur wenige Interviews, danach keine mehr. Drakh betrachtet eine Überzahl an gegebenen Interviews und gedruckten T-Shirts als Ausverkauf einer Band. Die Band gibt außerdem keine Konzerte, da Drakh kein Interesse daran hat. Sie erreichte aber einen hohen Bekanntheitsgrad: Kruzifixxion und VVorldVVithoutEnd sind in der Rock-Hard-Liste der „250 Black-Metal-Alben, die man kennen sollte“ aufgeführt. In einer Online-Rezension wurde sie als „eine Band, die man als Black Metal-Freund kennt“, und bei der „keine weitere Vorstellung nötig“ sei, bezeichnet.
Scorn und Drakh sind Fans der Band Sadistik Exekution, die auf der Split-EP Determination Detestation Devastation mit Nhaavah neben anderen gegrüßt wird. Katharsis’ Schriftzug ist vom Stil des Sadistik-Exekution-Sängers Rok beeinflusst. Der Wechsel von der frühen Schreibweise des Pseudonyms Drag zu Drakh hingegen ist keine beabsichtigte Anlehnung an die Band.

## Veröffentlichungen
- 1996: Terror, Storm and Darkest Arts (Demo)
- 1997: Into Endless Chaos (Demo; Chanteloup Creations)
- 1998: The Red Eye of Wrath (Demo; Steeldawn Inc.)
- 1999: Determination Detestation Devastation (Split-EP mit Nhaavah; Sombre Records)
- 1999: Trident Trinity (Split-MC mit Deathcult; Sombre Records)
- 1999: Rehearsal 99 (Demo)
- 2000: 666 (Sombre Records)
- 2001: Black Metal Endsieg (Split-EP mit S.V.E.S.T., Warloghe und Black Witchery; Sombre Records)
- 2001: Watchtowers of Darkness / Supreme Black Forces of Steel (Split-EP mit Moonblood; Sombre Records)
- 2001: Rehearsal Tape for 2nd LP 2001 A.B. (Demo)
- 2001: Extermination auf Black Metal Blitzkrieg (End All Life Productions)
- 2002: Katharsis / Black Witchery (Split-EP mit Black Witchery; Sombre Records)
- 2003: Kruzifixxion (Norma Evangelium Diaboli, N:C:U)
- 2006: VVorldVVithoutEnd (Norma Evangelium Diaboli)
- 2006: Archaic Ritual Infanticide in Obeyssance Towards Hell auf Tormenting Legends Part II (Blut & Eisen Productions, W.T.C. Productions)
- 2009: Antaeus / Katharsis (Split-EP mit Antaeus; Norma Evangelium Diaboli)
- 2009: Fourth Reich (Norma Evangelium Diaboli)